# Asarum splendens
Asarum splendens är en piprankeväxtart som först beskrevs av Fumio Maekawa, och fick sitt nu gällande namn av C.Y. Cheng & C.S. Yang. Asarum splendens ingår i släktet hasselörter, och familjen piprankeväxter. Inga underarter finns listade i Catalogue of Life.